# Prêmio Platino de Melhor Ator
O Prêmio Platino de Melhor Ator é uma das categorias dos Prêmios Platino de Cinema Ibero-Americano entregue anualmente desde 2014 pela Entidad de Gestión de Derechos Audiovisuales (EGEDA), da Espanha, e pela Federação Ibero-Americana de Produtores Cinematográficos e Audiovisuais (FIPCA).
O prêmio foi concedido pela primeira vez em 2014 ao ator mexicano Eugenio Derbez por seu papel como Valentín Bravo em Não Aceitamos Devoluções. Até a 7ª edição, em 2020, as atuações coadjuvantes masculinas eram incluídas nesta categoria. Em 2021 foi criada a categoria de Melhor Ator Coadjuvante.
A Espanha detém o recorde de maior número de vitórias na categoria, com cinco dos oito vencedores sendo atores espanhóis, seguida pela Argentina, com três vencedores. O vencedor de 2020 Antonio Banderas também recebeu uma indicação ao Oscar de melhor ator por Dor e Glória.

## Vencedores

### Década de 2010
| Ano  | Vencedores e indicados | Filme                                | Personagem         |
| ---- | ---------------------- | ------------------------------------ | ------------------ |
| 2014 | Eugenio Derbez         | No se aceptan devoluciones           | Valentín Bravo     |
| 2014 | Antonio de la Torre    | Caníbal                              | Carlos             |
| 2014 | Javier Cámara          | Vivir es fácil con los ojos cerrados | Antonio            |
| 2014 | Ricardo Darín          | Tesis sobre un homicidio             | Roberto Bermúdez   |
| 2014 | Víctor Prada           | El limpiador                         | Eusebio            |
| 2015 | Óscar Jaenada          | Cantinflas                           | Cantinflas         |
| 2015 | Benicio del Toro       | Escobar: Paraíso Perdido             | Pablo Escobar      |
| 2015 | Javier Gutiérrez       | La isla mínima                       | Juan Robles        |
| 2015 | Jorge Perugorría       | La pared de las palabras             | Luis               |
| 2015 | Leonardo Sbaraglia     | Relatos Selvagens                    | Diego              |
| 2016 | Guillermo Francella    | O Clã                                | Arquímedes Puccio  |
| 2016 | Alfredo Castro         | O Clube                              | Padre Vidal        |
| 2016 | Damián Alcázar         | Magallanes                           | Harvey Magallanes  |
| 2016 | Javier Cámara          | Truman                               | Tomás              |
| 2016 | Ricardo Darín          | Truman                               | Julián             |
| 2017 | Oscar Martínez         | El ciudadano ilustre                 | Daniel Mantovani   |
| 2017 | Alfredo Castro         | Desde allá                           | Armando            |
| 2017 | Damián Alcázar         | La delgada línea amarilla            | Toño               |
| 2017 | Eduard Fernández       | El hombre de las mil caras           | Francisco Paesa    |
| 2017 | Luis Gnecco            | Neruda                               | Pablo Neruda       |
| 2018 | Alfredo Castro         | Los Perros                           | Juan               |
| 2018 | Daniel Giménez Cacho   | Zama                                 | Diego de Zama      |
| 2018 | Javier Bardem          | Loving Pablo                         | Pablo Escobar      |
| 2018 | Javier Gutiérrez       | El autor                             | Álvaro             |
| 2018 | Jorge Martinez         | Últimos días en La Habana            | Diego              |
| 2019 | Antonio de la Torre    | El reino                             | Manuel López Vidal |
| 2019 | Javier Bardem          | Todos lo saben                       | Paco               |
| 2019 | Javier Gutiérrez       | Campeones                            | Marco Montes       |
| 2019 | Lorenzo Ferro          | O Anjo                               | Robledo Puch       |

### Década de 2020
| Ano  | Vencedores e indicados | Filme                                         | Personagem            |
| ---- | ---------------------- | --------------------------------------------- | --------------------- |
| 2020 | Antonio Banderas       | Dor e Glória                                  | Salvador Mallo        |
| 2020 | Ricardo Darín          | A Odisseia dos Tontos                         | Fermín Perlassi       |
| 2020 | Karra Elejalde         | Mientras dure la guerra                       | Miguel de Unamuno     |
| 2020 | Antonio de la Torre    | La trinchera infinita                         | Higinio Blanco        |
| 2021 | Javier Cámara          | El olvido que seremos                         | Héctor Abad Gómez     |
| 2021 | Alfredo Castro         | Tengo miedo torero                            | La loca del frente    |
| 2021 | Diego Peretti          | El robo del siglo                             | Fernando Araujo       |
| 2021 | Miguel Ángel Solá      | Crímenes de familia                           | Ignacio Arrieta       |
| 2022 | Javier Bardem          | El buen patrón                                | Julio Blanco          |
| 2022 | Eduard Fernández       | Mediterráneo                                  | Oscar                 |
| 2022 | Luis Tosar             | Maixabel                                      | Ibon Etxezarreta      |
| 2022 | Rodrigo Santoro        | 7 Prisioneiros                                | Luca                  |
| 2023 | Ricardo Darín          | Argentina, 1985                               | Julio César Strassera |
| 2023 | Daniel Giménez Cacho   | Bardo, falsa crónica de unas cuantas verdades | Silverio Gama         |
| 2023 | Luis Tosar             | En los márgenes                               | Rafa                  |
| 2023 | Peter Lanzani          | Argentina, 1985                               | Luis Moreno Ocampo    |